# Duque da Vitória
Duca della Vittoria è un titolo della vittoria appartenente alla nobiltà portoghese, detenuto dalla casata del Duca di Wellington.

## Storia

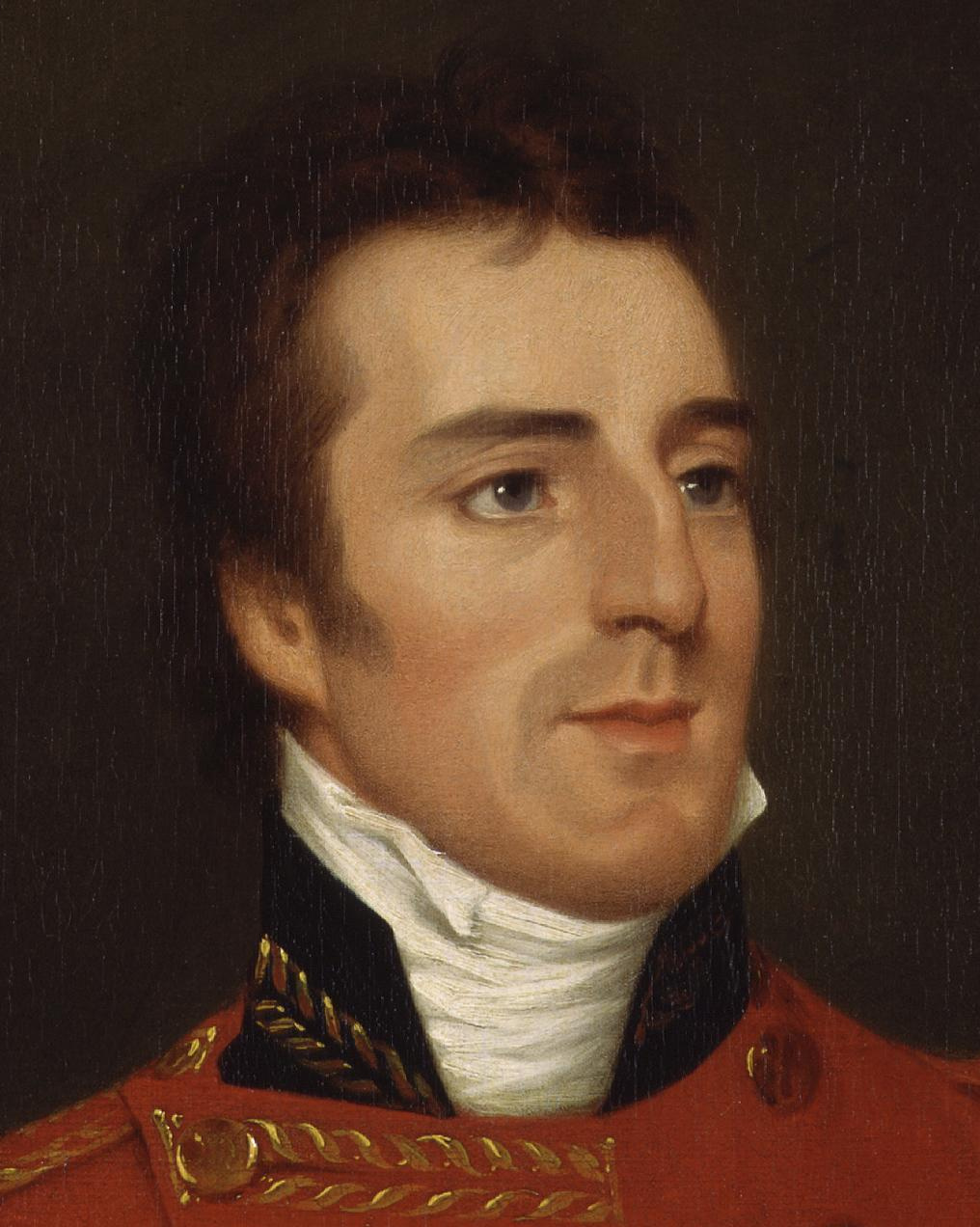
Il maresciallo Wellington, primo duca di Wellington (parìa del Regno Unito) e primo duca della Vittoria (nobiltà portoghese)

Il titolo venne creato dal principe reggente Giovanni del Portogallo (poi re col nome di Giovanni VI) il 18 dicembre 1812 per onorare il generale britannico Arthur Wellesley che ricopriva il ruolo di comandante generale delle armate che difesero il Portogallo dall'Imperatore Napoleone Bonaparte durante la Guerra peninsulare. Questa fu l'unica volta in cui un ducato portoghese venne concesso ad un cittadino straniero.
Arthur Wellesley aveva già ricevuto i titoli portoghesi di Conte di Vimeiro il 18 ottobre 1811 e di Marchese di Torres Vedras (agosto 1812), che divennero titoli sussidiari di quello di duca della Vittoria, titoli che ancora oggi permangono al rappresentante primogenito della casata dei duchi di Wellington suoi discendenti.

## Duchi della Vittoria (dal 1812)
- Arthur Wellesley, I duca della Vittoria (1769–1852) dal 1812
- Arthur Richard Wellesley, II duca della Vittoria (1807–1884) dal 1852
- Henry Wellesley, III duca della Vittoria (1846–1900) dal 1884
- Arthur Charles Wellesley, IV duca della Vittoria (1849–1934) dal 1900
- Arthur Charles Wellesley, V duca della Vittoria (1876–1941) dal 1934
- Henry Valerian George Wellesley, VI duca della Vittoria (1912–1943) dal 1941
- Gerald Wellesley, VII duca della Vittoria (1885–1972) dal 1943
- Arthur Valerian Wellesley, VIII duca della Vittoria (1915-1945)
- Charles Wellesley, IX duca della Vittoria (n. 1945)

L'erede attuale al titolo è il figlio del nono duca, Arthur Gerald Wellesley, conte di Vimeiro (n. 31 gennaio 1978).